# Белозорина
Белозорина (укр. Білозорина) — село в Пасечнянской сельской общине Надворнянского района Ивано-Франковской области Украины.
Население по переписи 2001 года составляло 828 человек. Занимает площадь 7.43 км². Почтовый индекс — 78428. Телефонный код — 03475.